# 藤白圭
藤白 圭（ふじしろ けい）は、日本の児童書&ホラー作家。

## 経歴
2月14日生まれ
愛知県豊橋市出身、在住
日本児童文学者協会正会員
日本児童文芸家協会正会員
地域に根付いた活動で、豊橋を代表する作家として言及されている。
幼少より、童話や絵本ではなく、怪談や怖い話を読み聞かせしてもらっていた。
2016年、「eヤングマガジン賞」（小説投稿サイトエブリスタにて開催）にて、快紗瑠（カイサル）名義で執筆した応募作「HENTAI」が入賞。eヤングマガジンにてコミカライズ（漫画担当：うめ丸）された。
一方、2015年4月1日からTwitterにて毎日休みなく短編ホラーを投稿。短ホラの名手として名がしれる。その後、河出書房新社より書籍化。
2018年7月に『意味が分かると怖い話』、2019年5月に『意味が分かると震える話』、2019年11月に『意味が分かると慄く話』を発売。『意味怖』シリーズ累計40万部を超えている。
2019年12月、日本児童文学者協会入会。同年、フジテレビ放送「世界で一番怖い答え」に問題を提供。その後、テレビ東京、讀賣テレビのバラエティ番組の構成にも協力。
小説講座やトークイベント等、作家としての活動は広範囲に及ぶ。

## 作品リスト

### 単行本

#### 5分シリーズ+
- 『意味が分かると怖い話』（2018年7月、河出書房新社）
- 『意味が分かると震える話』（2019年5月、河出書房新社）
- 『意味が分かると慄く話』（2019年11月、河出書房新社）
- 『スマホに届いた怖い話』（2021年3月、河出書房新社）
- 『怖い物件 安在不動産のワケあり物件』（2022年9月、河出書房新社）
- 『私の心臓は誰のもの』（2023年6月、河出書房新社）
- 『意味が分かると怖いQ&A』（2023年7月、河出書房新社）
- 『怖い標識デスゲーム』（2024年10月、河出書房新社）

#### その他
- 『意味が分かると怖い謎解き─祝いの歌─』（2023年8月、双葉社）
- 『異形見聞録』（2024年1月、PHP研究所）
- 『謎が解けると怖いある学校の話』（2024年7月、主婦と生活社）
- 『消された1行がわかるといきなり怖くなる話』（2024年7月、ワニブックス）
- 『迷路を解いたら怖い話』（2024年9月、静山社）
- 『迷路を解いたら怖い話2』（2025年2月、静山社）
- 『ぼくのたった一つのミス1 SNS/AI編』（2025年2月、岩崎書店）
- 『ぼくのたった一つのミス2 ゲーム編』（2025年2月、岩崎書店）
- 『ぼくのたった一つのミス3 検索エンジン/アプリ編』（2025年2月、岩崎書店）
- 『腐りゆく君と遺された私』（2025年4月、竹書房）
- 『どっちがこわい!? 最恐バトル』（2025年7月、ワニブックス）

### 漫画原作
- 『HENTAI』（「快紗瑠」名義。2018年、作画担当：うめ丸、全2巻、講談社ヤンマガKCスペシャル）

### アンソロジー
「」内が藤白の作品
- 『5分後に戦慄のラスト』（「快紗瑠」名義。エブリスタ編、河出書房新社、2017年4月）「隙間」
  - 『5分で人間が怖くなる サイコホラーショートストーリーズ[6]』（2016年）を改題。
- 『5分後に後味の悪いラスト』（「快紗瑠」名義。エブリスタ編、河出書房新社、2017年7月）「赤の記憶」
  - 『5分で最悪な気分になる 後味の悪いショートストーリーズ[6]』（2016年）を改題。
- 『悪意怪談』（「快紗瑠」名義。エブリスタ編、竹書房文庫、2017年11月）「Endless」「見えざる狂気」
- 『街角怪談』（「快紗瑠」名義。エブリスタ編、竹書房文庫、2018年3月）「マッハ婆」「リヤカー婆」
- 『5分後に皮肉などんでん返し』（エブリスタ編、河出書房新社、2018年10月）「透視眼鏡」
- 『てのひら怪談 こっちへおいで』（朝宮運河編、ポプラ社、2022年6月）「七色の石」「ストーカー」「波の音」「花壇」「ドッキリ成功」
- 『ラストで君は「まさか！」と言う 戦慄の悪夢』（2023年2月、PHP研究所）「彼女の秘密」「ハッピーエンドは永遠に」「家族になりたい」「夢が叶うアプリ」
- 『マシカクショートショート 呼んではいけない』（2023年8月、PHP研究所）「ハート様」「誰かがいる」「出来心」「異世界への扉」「HALU」
- 『ラストで君は「まさか！」と言う 消された記憶』（2023年9月、PHP研究所）「おいてけ岬」「前世の記憶」「触れればわかる」「トラウマ削除」
- 『5分後にゾッとするラスト』（2023年10月、河出書房新社）「夢日記」「ノモルス遺跡」
- 『ラストで君は「まさか！」と言う 学校の怪談』（2024年7月、PHP研究所）「哀しきピアノソナタ」「石膏像の怪異」「ガクシュウシマシタ」「異世界への入口｣

### 雑誌掲載作品
- 「月夜に歌う黄金キツネ」：『日本児童文学』2020年9-10月号（小峰書店）

## その他活動

### テレビ関係
- 世界で一番怖い答え（2019年8月・12月、フジテレビ）問題作成
- Aマッソのがんばれ奥様ッソ!（2021年12月27日 - 30日、BSテレ東）構成（裏設定）
- 【るてんのんてる】#お好きにトッちゃって（2022年12月16日・23日、読売テレビ）構成（ホラー要素）

### ラジオ出演
- ZENTプレゼンツ「まっとあそばまいRADIO」にゲスト出演（2019年6月、やしの実FM）
- ビジネス情報番組「WORKer WORKout」にゲスト出演（2020年8月、やしの実FM）
- ここなっつふらいでぇにゲスト出演（2021年5月、やしの実FM）

### インタビュー
- 「あらゆる感情がホラーの引き金になりうる」掲載（2020年2月、monokaki）
- 『EX大衆9月号「エキタイティングな人々」』掲載(2023年8月発売、双葉社)

### イベント登壇
- 2021年5月「ほの国東三河道の駅フェア」に参加
- 2021年11月「まちなか図書館」オープニングイベントにて、漫画家・「佐野妙先生」とトークイベントに登壇
- 2022年10月「梅田Lateral」トークイベント出演「藤白圭『怖い物件』刊行記念トーク～児童向け怪談、物件ホラーを語る～」
- 2023年7月「こども未来館ここにこ」展示イベント『大きいほど怖い藤白圭の世界』
- 2023年8月「こども未来館ここにこ」トークイベント『ゾクッとショートホラー　意味が分かると怖いQ&A』

## 同人活動

### 愉怪屋
2019年以来、クリエイター集団「愉怪屋」を主宰。年1回の完全匿名応募型の私設小説コンテスト「愉怪屋杯」を開催。
- 2020年：第一回愉怪屋杯アンソロジー『秘密』頒布開始
- 2021年：第二回愉怪屋杯アンソロジー『運命』頒布開始
- 2022年：第三回愉怪屋杯アンソロジー『未来』頒布開始
- 2022年：電子書籍版『秘密』Amazon Kindleで販売開始。その後『運命』『未来』kindle販売中
- 2023年：エブリスタ実力派クリエイターとのアンソロジー本『余命』（発案：望月麻衣）頒布開始
- 2023年：第四回愉怪屋杯アンソロジー『希望』頒布開始
- 2024年：エブリスタ実力派クリエイターとのアンソロジー本『約束』（発案：望月麻衣）頒布開始
- 2024年：第五回愉怪屋杯アンソロジー『因果』（幻冬舎、幻冬舎メディアコンサルティングより出版）

### その他
- どぜう（2019年、神谷信二との共著）
- 安藤さんの事故物件ご案内（2019年）